# Aleurocanthus spiniferus
Aleurocanthus spiniferus es un hemíptero de la familia Aleyrodidae, subfamilia Aleyrodinae. Fue descrita científicamente en 1903 por Quaintance.